# Afrectopius empeyi
Afrectopius empeyi là một loài tò vò trong họ Ichneumonidae.